# North Evington
North Evington är en stadsdel i Leicester, i distriktet Leicester, i grevskapet Leicestershire i England. Stadsdelen hade 23 925 invånare år 2021. North Evington var en civil parish 1892–1896 när blev den en del av Leicester. Civil parish hade 4 173 invånare år 1891.